# Juan de Zúñiga y Requeséns
Juan de Zúñiga y Requeséns (Valladolid, 1536-Madrid, 17 de noviembre de 1586), fue un noble castellano de la Casa de Zúñiga que llegó a ser príncipe consorte de Pietraperzia, comendador de Montealegre y comendador mayor de Castilla en la Orden de Santiago, embajador en Roma, virrey y capitán general del reino de Nápoles, presidente del consejo de estado del rey Felipe II de España, ayo y mayordomo mayor del príncipe de Asturias Felipe de Austria, hijo y heredero de Felipe II.

## Orígenes familiares
Hijo de Juan de Zúñiga Avellaneda y Velasco, comendador mayor de Castilla en la Orden de Santiago, ayo, preceptor, consejero privado y presidente del consejo del príncipe Felipe II, y de su esposa Estefanía de Requeséns y Liori, hermano menor de Luis. Juan se casó en Sicilia en 1581 con la princesa de Pietraperzia, Dorotea Barresi, hija de Girolamo Barresi, marqués de Pietraperzia, y de su esposa Antonia Santapau y Branciforte, marquesa de Licodia. No tuvieron sucesión.

## Juventud
Juan recibió el hábito de la Orden de San Jaime de la Espada concedido por el emperador del Sacro Imperio Romano Carlos V el 18 de junio de 1543. El emperador lo nombró paje del príncipe, el futuro rey de España Felipe II, en 1544. El papa Pablo III autorizó a Juan en 1547, clérigo, estudiante en Toledo, para obtener la comendatoria de Montealegre en el reino de Castilla, de la Orden de San Jaime de la Espada, bajo la regla de San Agustín.
Juan estudió en Alcalá de Henares. Acompañó con su hermano Luis al príncipe Felipe en su viaje de presentación a los Países Bajos en 1548. Regresó a España en 1559, acompañando a Felipe II, de Flandes, donde tuvo brillantes éxitos militares y políticos. Juan pasa una temporada con su hermano Luis en Villarejo, donde asistieron a la primera misa de su hermano Diego el 27 de diciembre de 1559. Juan fue miembro de la academia erudita de Castilla llamada Junta y Conferencia, presidida por Fernando Álvarez de Toledo y Pimentel, III duque de Alba de Tormes, "el Gran Capitán", Juan de Silva, IV conde de Portalegre, Pedro de Zúñiga Avellaneda y Bazán, V conde de Miranda del Castañar y otros caballeros de renombre. Entre ellos se cultivó una correspondencia activa.

## Embajador en Roma
Fue nombrado por el rey Felipe II consejero de estado en 1568 y luego embajador en la Santa Sede, como sucesor de su hermano Luis. Cargo que ejerció desde enero del año 1568 al 1579.  Cuando Juan se hizo cargo de la embajada en Roma notó cuando iba a negociar con el papa Pio V, que este se encontraba bien informado sobre los asuntos a tratar.  Juan informa al rey Felipe II que el papa sabía sobre los negocios y resoluciones de SM mucho antes que él como embajador lo supiese por carta. Juan sospechaba a Antonio Pérez, secretario del rey.  El 20 de septiembre de 1568 recibe en Roma a su hermano Luis, que venía de España, y juntos visitan al papa Pio V. Durante el desempeño de su cargo, demostró Juan gran habilidad, profundo estudio y análisis de los sucesos de la política internacional. Actuó en el negocio de diferentes tratados y sucesos, entre ellos:

### Enfermedad, arresto y muerte del infante Carlos
La personalidad del infante Carlos, primogénito del rey Felipe II, legasténico y falto de seso, sufrió desde comienzos de 1554 un gran cambio. En 1560 sufrió ataques febriles, en 1567 se accidentó, agravándose su conducta. El 10 de enero de 1567 ordenó el rey arrestar a su hijo y trasladarlo a la torre del castillo de Arévalo.  El rey Felipe II escribe a Juan el 22 de enero de 1568 referente a la reclusión de su hijo Carlos y de las sublevaciones en Flandes y le pide que no trate sobre estos asuntos con el papa Pio V y en caso dado, que le haga ver que hablar de ellos sería hacer mucho daño.  Juan informa a Felipe II por carta de 28 de abril de 1568, que el papa no estaba satisfecho y que deseaba saber por carta de VM la verdad. El rey Felipe II escribió carta cifrada al papa Pio V, a quien estimaba mucho, dándole una completa información de los sucesos y de su decisión. Juan informa al rey Felipe II por carta del 25 de junio de 1568, que el papa alaba la determinación de VM, porque entiende que la conservación de la cristiandad depende de que Dios de a VM muchos años de vida y después tenga tal sucesor que sepa seguir sus pisadas. El infante Carlos falleció el 24 de julio de 1568.

### Enlaces matrimoniales
A principios de enero de 1569 le escribe el rey Felipe II para que logre que el papa Pio V intervenga y
se oponga al casamiento de la princesa Ana de Austria con el rey Carlos IX de Francia. La princesa Ana de Austria fue después la cuarta esposa de Felipe II. La ceremonia matrimonial fue celebrada en la catedral de Segovia el 12 de noviembre de 1570 por el arzobispo de Sevilla.
El rey Felipe II le informa en su carta de abril de 1570 del posible matrimonio del rey Sebastián de Portugal, su sobrino, con la princesa Margarita de Francia, de quién decía que no era muy católica.

### La amenaza turca y la Santa Liga
El rey Felipe II le escribe el 12 de marzo de 1569 para que él certifique al papa Pio V del apoyo y ayuda de la Santa Liga por España.  Juan escribe el 28 de febrero de 1570 al rey Felipe II informándolo que los venecianos no dan seguridad a la Liga, porque ellos tienen otros intereses y que sólo cuando los turcos invadieron Chipre, resolvieron los venecianos entrar en la Liga con España.
El rey Felipe II nombra el 16 de mayo de 1570 como ministros plenipotenciarios para negociar los asuntos de la Santa Liga a Juan de Zúñiga y Requeséns, y a los cardenales Antoine Perrenot de Granvelle y a Francisco Pacheco de Toledo.  Durante los años 1570-1576 llevó Juan a su cargo las negociaciones sobre la "Alianza de la Santa Liga" (España, Venecia, Vaticano) siendo papas Pio V y su sucesor Gregorio XIII. El esbozo del tratado de ayuda se terminó a fines de 1570. El ""'Tratado de la Santa Liga"'" fue firmado el 25 de mayo de 1571. La victoriosa Batalla de Lepanto fue librada por la armada de la Santa liga al mando de Juan de Austria el 7 de octubre de 1571. El gobierno de Francia negocia con el sultán una alianza contra la grandeza de España.
Juan de Zúñiga escribe a principios de 1572 a Juan de Austria informándole sobre el plan de "Cruzada" del papa Pio V, que proponía conquistar en el Levante Siria, Palestina, Egipto y crear un reino cristiano con Juan de Austria como rey. El papa Pio V falleció el 1 de mayo de 1572 y se eligió a Gregorio XIII el 14 de mayo de 1572 como a su sucesor.
Juan escribe al rey don Felipe II en mayo de 1572 y le da su opinión, que era la misma que la de su hermano Luis, de proseguir en la Santa Liga en la lucha contra los turcos amigos de los franceses y que eran los franceses quienes apoyaban a los sublevados en Flandes. En 1573 un grupo de cardenales ejerce presión al rey Felipe II para que residiera en Italia o en Flandes a fin de dirigir y supervisar la empresa contra los turcos o contra los rebeldes en los países bajos. Juan le aconseja por carta del 2 de abril de 1573 que siendo rey de tantos reinos y estados y en su conservación consiste el bien de la cristiandad, no es de provecho las cosas de Italia o Flandes, si no lo es para todo el mundo hispánico, que de VM depende.
La campaña de Túnez fue una prolongación de la Santa Liga orientada por Zúñiga y Granvelle, bajo la dirección de la corona de España, sin la participación de Venecia, que había firmado el tratado de paz con el turco el 7 de marzo de 1573. La armada de la Liga al mando de Juan de Austria salió de Mesina el 1.º de octubre de 1573 y en el término de 17 días conquistó Túnez y regresó triunfante a Sicilia.
Juan informa al rey Felipe II estar convencido de que, para el mejor éxito de los negocios con el papa Gregorio XIII, había que proponerle el matrimonio de su hijo Jacobo con una dama de casa noble, con preferencia castellana. Gracias al "casamiento" de Jacobo con una hija de Guidobaldo della Rovere, duque de Urbina, y la concesión del título de conde de Sora, recibió la corona de España del papa Gregorio XIII gracias, rentas y subsidios, que a Felipe II lo asombraron. Entre 1573 y 1576 Zúñiga y Granvelle lograron consolidar y afianzar la hegemonía hispánica sobre la política de la Santa Sede.

### La herencia de Portugal, a la muerte del rey Sebastián
A la muerte del rey Sebastián I de Portugal acaecida el 4 de agosto de 1578 en la batalla de Alcazarquivir, le sucede su tío abuelo Enrique, de aprox. 70 años de edad, cardenal, inhábil de engendrar sucesor. Surgen varios pretendientes: El rey Felipe II, Teodosio, duque de Braganza, y Antonio, prior de Crato en la Orden de los Hospitalarios (bastardo del fallecido cardenal Luis, hermano menor del rey Juan III). El rey Felipe II reclama el reino de Portugal para sí, por ser él el legítimo sucesor del rey Enrique, su tío, y le ruega a Juan, ya nombrado comendador mayor de Castilla, de intervenir e impedir que el papa Gregorio XIII diese licencia al cardenal Enrique, para que se pueda casar. Se teme que se case con una mujer preñada. El rey Enrique de Portugal muere el 31 de enero de 1580. Juan informa en mayo de 1580 al papa Gregorio XIII y le dice que cambie su adversa inclinación a la toma de posesión del rey Felipe II como rey de Portugal, por ser Felipe II el defensor justo de las cosas de la Santa Iglesia.

## Virrey y capitán general del reino de Nápoles
Juan fue después nombrado por un trienio virrey, lugarteniente y capitán general del reino de Nápoles. Llegó a Nápoles el 11 de noviembre de 1579. Gracias a las intervenciones que tuvo siendo embajador en Roma, le fue fácil hacerse cargo de las tareas del gobierno de Nápoles. Contribuyó con las fuerzas españolas destacadas en Nápoles al auxilio del rey Felipe II en la expedición de Portugal.
Cumplido el trienio de su mando, lo entregó a su sucesor y partió para España el 11 de noviembre de 1582. En su "Historia Civile del Regno di Napoli", afirma Giannone, que Juan dejó cerca de treinta y tres pragmáticas, cuyas disposiciones son un elogio para el arte de gobernar.

## Presidente del consejo de estado, ayo y mayordomo mayor del príncipe de Asturias Felipe III
Juan fue recibido calurosamente en la corte a su regreso de Nápoles en diciembre de 1582. Fue nombrado en 1583 presidente del consejo de estado, cargo que ejerció hasta su muerte. Juan dirigía las grandes líneas maestras políticas y militares de la monarquía en los consejos de estado y guerra. Juan se convirtió en la cabeza de la oposición a los borgoñeses del cardenal Granvelle. Ambos habían servido en Italia y su apreciación de la política exterior no difería mucho.
A la muerte de Francisco, duque de Anjou, en 1584, hermano menor del rey Enrique III de Francia, se temía la sucesión a la Corona francesa, (por no tener descendencia el rey Enrique III) del rey Enrique IV de Navarra, el pariente masculino más próximo, protestante hugonote, lo que significaba la Corona francesa convertida en una política hostil y enemiga de una España cristiana. Juan de Zúñiga propone al rey Felipe II en junio de 1584 una alianza con los franceses católicos y el matrimonio de Carlos Manuel, duque de Saboya con una hija de Felipe II, quienes eran los nietos más cercanos del rey Enrique II de Francia y poseían un derecho a la Corona francesa. Felipe estuvo de acuerdo y al año siguiente se casaban la princesa Catalina Micaela, hija de Felipe, con Carlos Manuel, duque de Saboya.
El rey Felipe II nombró a Juan de Zúñiga el 20 de enero de 1585 ayo y mayordomo mayor del príncipe, el futuro rey Felipe III, premiando a su hijo con la educación que él había recibido del padre de Juan.
A fines de 1585 realiza Juan, a pedido del rey Felipe II, un estudio completo sobre las prioridades españoles en cuanto a la seguridad de España a consecuencia de los actuales acontecimientos y sobre la política a seguir. Al igual que sus anteriores análisis fue este documento la mejor representación de los planes estratégicos españoles. Para Juan de Zúñiga eran los turcos, los franceses, los holandeses y los ingleses los enemigos de España. De ellos era la amenaza inglesa múltiple para el mundo hispánico. La reina Isabel I de Inglaterra apoyaba en forma clara y abierta a los holandeses, a los rebeldes portugueses y a los piratas como Drake y a otros, haciendo así la guerra a España y a sus reinos de ultramar. Una operación marítima con fuerzas de sometimiento sería la defensa más eficaz y económica. Mientras Inglaterra no se sintiera intimada, no estaría segura la monarquía española.
En el verano de 1586 Juan fue nombrado presidente del gobierno de Castilla y elegido director de la ""'Junta de la Noche""'. Los otros miembros de la “Junta de la Noche” fueron: Cristóbal de Moura, comendador mayor de Alcántara, Juan de Idíaquez, consejero de guerra, Fernando de Cabrera y Bobadilla, conde de Chinchón, y Mateo Vázquez, secretario. Esta junta deliberó la invasión de Inglaterra para terminar con la política agresiva y ruinosa para España de la reina Isabel I de Inglaterra. Juan propone al rey Felipe II lanzar la invasión a Inglaterra simultáneamente: de España directo a Inglaterra y de los Países Bajos por el canal a Inglaterra. Felipe decide el 2 de abril de 1586 ordenar al marqués de Santa Cruz, Álvaro de Bazán, comandante de la armada contra Inglaterra, se cumpla lo propuesto por Juan de Zúñiga y Requeséns, organice y reúna los barcos y suplementos necesarios para la invasión y derrota del inglés.
Juan aconseja al rey Felipe II en julio de 1586, que una anexión directa de Inglaterra costaría mucho a España el conservarla y que el reino conquistado debería ser otorgado a un soberano católico. Proponía como reina a María Stuart y que fuera casada con un príncipe católico, con quien se pudiera contar, como Octavio Farnesio, duque de Parma.
Desgraciadamente fallecen Juan en el palacio real de Madrid el 17 de noviembre de 1586, y Álvaro de Bazán, el 9 de febrero de 1588.
Juan de Zúñiga y Requeséns fue un personaje de gran autoridad, prudencia e integridad, el más experimentado y el principal consejero del rey Felipe II, en especial en los temas de estado y guerra. Juan de Zúñiga y Requeséns fue considerado, antes de su fallecimiento, ""'privado""' del rey Felipe II. Su muerte fue muy sentida por Felipe II y una gran pérdida para la monarquía española.
La correspondencia de los hermanos Luis de Requeséns y Juan de Zúñiga es bien significante, ellos sirvieron al rey Felipe II de pajes, embajadores, consejeros y gobernadores. La correspondencia entre Juan y el rey Felipe II, con los papas Pio V y Gregorio XIII y con su hermano Luis se encuentra en numerosos archivos: Archivo General de Simancas, Archivo de la Real Chancillería de Valladolid, Archivo del Palacio Menor en Barcelona, Archivo del Conde de Altamira (algunos de los documentos de este archivo se dispersaron y hoy se encuentran en los archivos de la biblioteca pública de Ginebra, del Metropolitan Museum, del British Museum).